# جاك ريلي
جاك ريلي (بالإنجليزية: Jack Reilly)‏ مواليد 27 أغسطس 1945 في أبردينشاير، اسكتلندا، هو لاعب كرة قدم اسكتلندي سابق كان يلعب كحارس مرمى. سبق له أن لعب في كأس العالم لكرة القدم مع منتخب بلاده.

## المسيرة الاحترافية

### أندية لعب لها
- نادي هيبرنيان
- نادي جنوب ملبورن

## روابط خارجية
- جاك ريلي على موقع قاعدة بيانات كرة القدم.إي يو (الإنجليزية)
- جاك ريلي على موقع ناشيونال فوتبول تيمز (الإنجليزية)
- جاك ريلي على موقع عالم كرة القدم.نت (الإنجليزية)